# Henry St John, vizconde de Bolingbroke

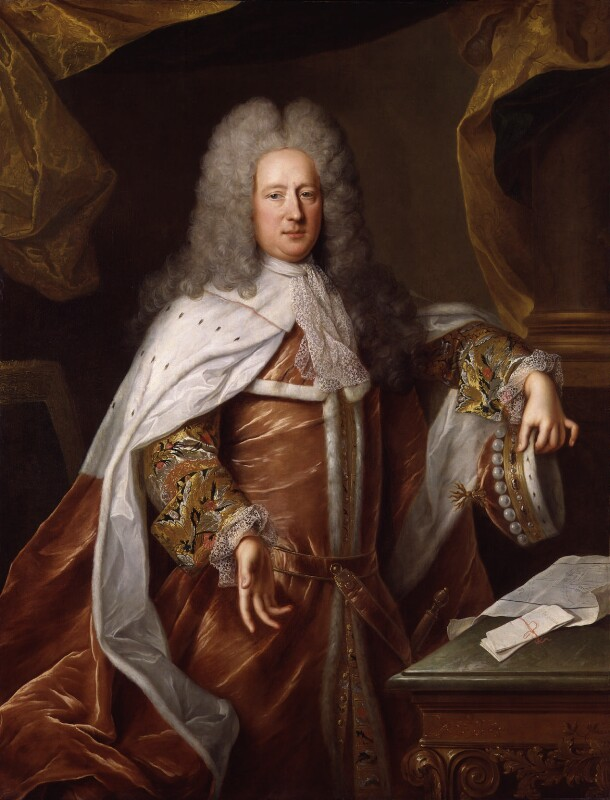
Henry St John, Vizconde de Bolingbroke. Atribuido a Alexis Simon Belle, c. 1712. National Portrait Gallery, Londres, NPG 593.

Henry St John, I vizconde de Bolingbroke (16 de septiembre de 1678-1 de octubre de 1751) fue un político, funcionario del gobierno y  filósofo político inglés. Fue un líder de los  conservadores y apoyó políticamente a la Iglesia de Inglaterra a pesar de sus puntos de vista antirreligiosos y su oposición a la teología. Apoyó la rebelión jacobita de 1715 que buscaba derrocar al nuevo rey  Jorge I. Al escapar a Francia ocupó el cargo de ministro de Relaciones Exteriores del Estuardo pretendiente. Fue acusado de traición, pero dio marcha atrás y se le permitió regresar a Inglaterra en 1723. Según Ruth Mack, «Bolingbroke es conocido por su política de partidos, incluida la historia de la ideología que difundió en The Craftsman (1726-1735) al adoptar la antigua teoría Whig de la Constitución Antigua y darle nueva vida como un principio Tory anti-Walpole».

## Vida
Nació en Lydiard Tregoze el 16 de septiembre de 1678, parroquia del condado de Wiltshire, y fue bautizado en Battersea, lugar en el que también falleció el 1 de octubre de 1751 a los 73 años.
Gran señor libertino que se adscribió al partido tory, y deísta convencido, defendió sin embargo los privilegios de la Iglesia anglicana y de la monarquía contra los disidentes whigs. Obtuvo un extraordinario ascendiente gracias a su elocuencia; llegó a ser el principal colaborador de Robert Harley y entró en el ministerio que este formó en 1704. Presionando a los partidos de la oposición, obtuvo la paz en la Guerra de Sucesión Española con el tratado de Utrecht (1713). Entretanto se había enemistado con Harley, convertido ya en lord Oxford. Este desencuentro se debía tanto a una rivalidad personal como a divergencias de carácter político. Y las dificultades con que tropezó lo decidieron a comprometer al torismo en la conspiración jacobita. La alianza con lady Masham le permitió convertirse en el dueño del partido y del gobierno en julio de 1714; pero la muerte de la reina Ana, pocos días después de su triunfo, arruinó sus esperanzas de anular el Acta de establecimiento.
Así que el advenimiento al poder de la dinastía Hannover le obligó a huir y refugiarse en Francia (1715), donde ocupó el cargo de secretario del pretendiente. Pero este no escuchó sus consejos y se lanzó imprudentemente a la aventura. Bolingbroke, decepcionado, abandonó definitivamente la causa jacobita en 1716. Después de haber comprado la mediación de lady Kendal, amante de Jorge I, consiguió en 1723 recuperar el favor del rey. Pero Walpole, que desconfiaba de él, no aceptó sus propuestas políticas. Bolingbroke respondió a esto con una formidable campaña contra la política del gobierno Walpole, atacando su corrupción, y se alió al jefe de los whigs de la oposición, Pulteney. Emprendió la tarea de refundir y rejuvenecer el partido tory, y adoptó como objetivo y tema la necesidad de una monarquía patriótica que estuvo por encima de los partidos. Pero su oportunismo lo había desacreditado ya y sus esfuerzos resultaron vanos.
Abandonó la política entre 1735 y 1738 y pudo entonces consagrarse con más intensidad a la actividad literaria. En 1738, trabó amistad con el príncipe de Gales, Federico Luis, y se convirtió en uno de sus principales colaboradores y en el jefe de la sombra del «partido patriota» y sus ideas marcaron la educación del futuro Jorge III.
En el curso de su vida, Bolingbroke, amigo de Pope, de Swift y de Voltaire, a quien acogió en su forzado exilio británico, y miembro del satírico club Scriblerus, ocupó un lugar nada despreciable en el mundo literario.

## Obra
Escribió tras su jubilación gran cantidad de libros; algunos políticos, tales como:
- Carta al caballero Wyndham sobre el patriotismo
- Idea de un rey patriota
- Sobre los partidos

Otros literarios o filosóficos, tales como:
- Reflexiones sobre el exilio
- Cartas sobre el estudio de la historia
- Cartas a Monsieur de Pouilly (en francés).

En estos últimos escritos se muestra a sí mismo como deísta y ataca abiertamente la Revelación; en esto fue un precursor de Voltaire, quien más de una vez tomó prestado su nombre. En una carta a Sophie de Monnier, el conde de Mirabeau refiere esta sentencia de Lord Bolingbroke: Cuatro cosas no deben adularnos: la familiaridad de los príncipes, las caricias de las mujeres, la risa de nuestros enemigos, el calor del invierno; ¡porque estas cuatro cosas no duran demasiado!.
Los escritos de Bolingbroke fueron recopilados en Londres por David Mallet, 1754, 5 volúmenes en cuarto y reimpresos en 1809 en 8 volúmenes en octavo. Como ya se ha dicho, Bolingbroke estaba vinculado a través del club Scriblerus con los más grandes escritores de su tiempo: Matthew Prior, Jonathan Swift y Alexander Pope: fue él quien le dio a este último el tema y la sustancia de su Ensayo sobre el hombre, que es su obra maestra. Y mantuvo correspondencia con Claudine Guérin de Tencin, su amiga íntima.

## Ediciones
- "The Correspondence of Henry St. John and Sir William Trumbull, 1698-1710," ed. Adrian C. Lashmore-Davies, Eighteenth-Century Life 32, no. 3 (2008), 23-179.
- G. Parke (ed.), The Letters and Correspondence of Henry St John, Lord Viscount Bolingbroke 4 vols. (1798).
- H. T. Dickinson (ed.), ‘The Letters of Henry St. John to the Earl of Orrery, 1709–1711’, Camden Miscellany, Vol. XXVI. Camden Fourth Series. Volumen 14 (Londres: The Royal Historical Society, 1975), pp. 137–199.
- H. T. Dickinson (ed.), ‘Letters of Bolingbroke to the Earl of Orrery, 1712–13’, Camden Miscellany, Vol. XXXI. Camden Fourth Series. Volumen 44 (Londres: The Royal Historical Society, 1992), pp. 349–371.
- The works of the late Right Honourable Henry St. John, Lord Viscount Bolingbroke, new ed., Vol. 1 (Londres, 1809).
- The works of the late Right Honourable Henry St. John, Lord Viscount Bolingbroke, new ed., Vol. 2 (Londres, 1809).
- The works of the late Right Honourable Henry St. John, Lord Viscount Bolingbroke, new ed., Vol. 3 (Londres, 1809).
- The works of the late Right Honourable Henry St. John, Lord Viscount Bolingbroke, new ed., Vol. 4 (Londres, 1809).
- The works of the late Right Honourable Henry St. John, Lord Viscount Bolingbroke, new ed., Vol. 5 (Londres, 1809).
- The works of the late Right Honourable Henry St. John, Lord Viscount Bolingbroke, new ed., Vol. 6 (Londres, 1809).
- The works of the late Right Honourable Henry St. John, Lord Viscount Bolingbroke, new ed., Vol. 7 (Londres, 1809).
- The works of the late Right Honourable Henry St. John, Lord Viscount Bolingbroke, new ed., Vol. 8 (Londres, 1809).

- The Works of Lord Bolingbroke (2001) Vol 1. (516 páginas) University Press of the Pacific. ISBN 0-89875-352-X
- Bolingbroke: Political Writings  (Cambridge Texts in the History of Political Thought) editado por David Armitage; Cambridge University Press (1997) (352 páginas). ISBN 0-521-58697-6
- The Philosophical Works of the Late Right Honourable Henry St John, Lord Viscount Bolingbroke 3 vol (1776; facsímil 2005). ISBN 1-4212-0061-9

- The Idea of a Patriot King, S. W. Jackman (ed.) (Indianápolis, 1965).